# Oenothera lindheimeri
Gaura lindheimeri
Espèce
Oenothera lindheimeri ou Gaura lindheimeri est une espèce de plantes à fleurs du genre Oenothera et de la famille des Onagracées, nommée en français Gaura de Lindheimer, Gaura blanc ou Gaura rose. Cette plante vivace, originaire du sud de la Louisiane et du Texas est couramment cultivée comme plante ornementale dans les zones à climat tempéré du monde entier.

## Nomenclature et étymologie
L’espèce a été décrite et nommée Gaura lindheimeri en 1845, par George Engelmann et Asa Gray dans le Boston Journal of Natural History 5(2): 217–218. Engelmann est un botaniste américain, originaire d’Allemagne, qui collecta l’espèce dans le Texas pour le professeur Asa Gray de l’université Harvard. Il ramena des graines au Jardin botanique de l’Université d’Harvard où la plante fut cultivée.
Pour Govaers (2003), le nom Gaura lindheimeri est valide,.
En 2007, Warren Lambert Wagner et Peter C. Hoch, font passer l’espèce dans le genre Oenothera, dans Systematic Botany Monographs 83: 213. Jean-Marc Tison et Bruno de Foucault retiennent ce nom dans Flora Gallica.
Selon POWO, le nom Oenothera lindheimeri est valide.
Le nom de genre Gaura est un nom latin, emprunté au grec γαῦρος (gaûros) signifiant « qui rayonne de joie, fier » (Bailly). En français, gaura est un nom masculin selon Le Larousse en ligne ; toutefois on rencontre certains usages au féminin.
L’épithète spécifique lindheimeiri est dédié au botaniste germano-américain Ferdinand Jacob Lindheimer qui fut un pionnier dans l’étude de la flore du Texas et qui l’aurait découverte.

## Description
Oenothera lindheimeri est une plante herbacée vivace atteignant 50–150 cm de haut, avec des tiges ramifiées densément groupées poussant à partir d'une racine pivotante. C’est une plante à port buissonnant formant une touffe arrondie aux tiges florales élancées.
Les feuilles sont finement poilues, lancéolées, de 1-9 cm de long et de 1-13 mm de large, avec une marge grossièrement dentée.
Les fleurs sont produites sur une inflorescence de 10-80 cm de long ; les fleurs sont roses ou blanches, de 2-3 cm de diamètre, avec quatre pétales de 10-15 mm de long spatulées en éventail et de longues étamines. Ces fleurs sont zygomorphes (à symétrie bilatérale) et ne sont pas actinomorphes (à symétrie axiale), contrairement à beaucoup de fleurs d’Oenothera. Elles fleurissent au début du printemps jusqu'au premier gel.
La fleur donne une capsule indéhiscente.

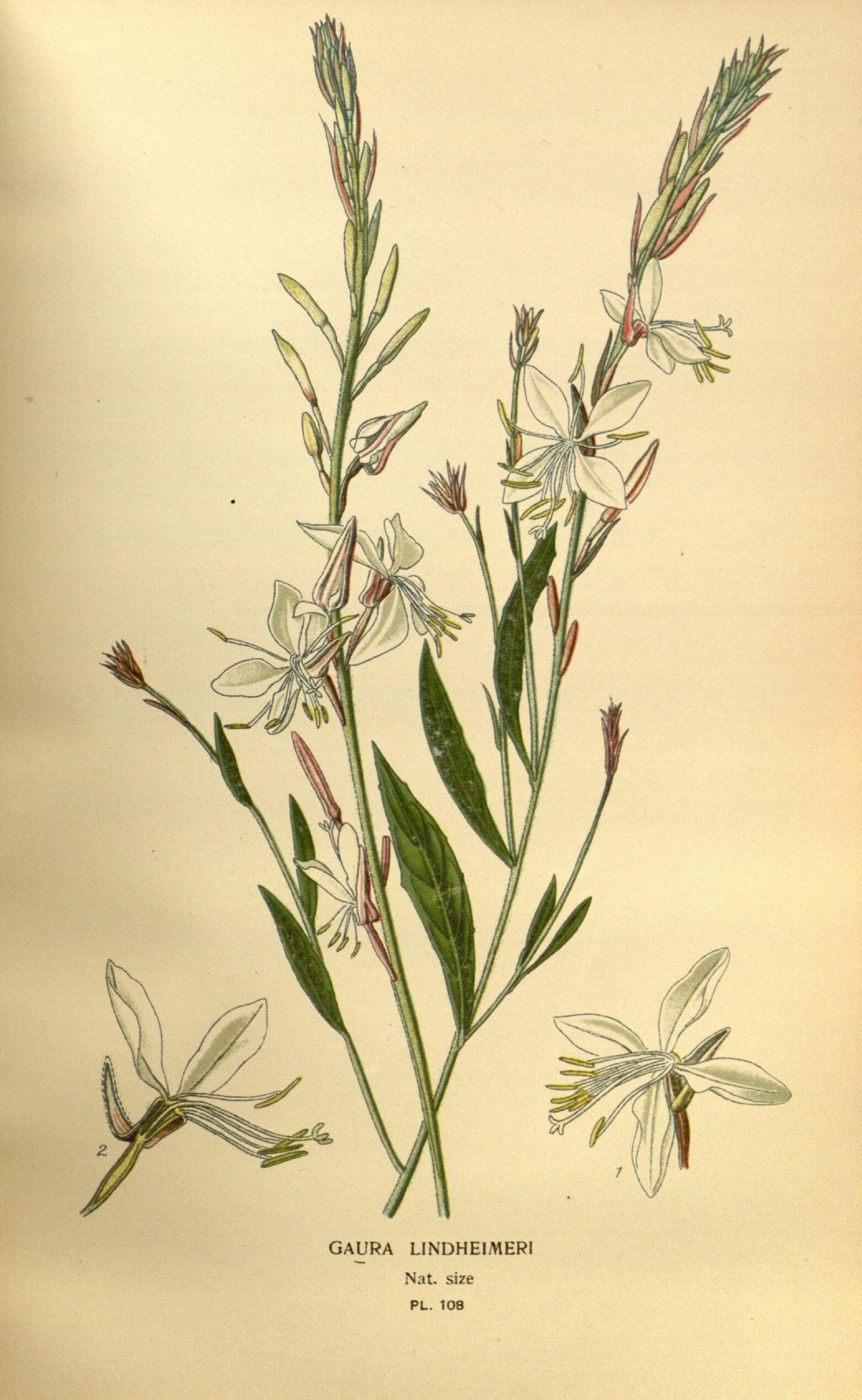
Illustration (1897).
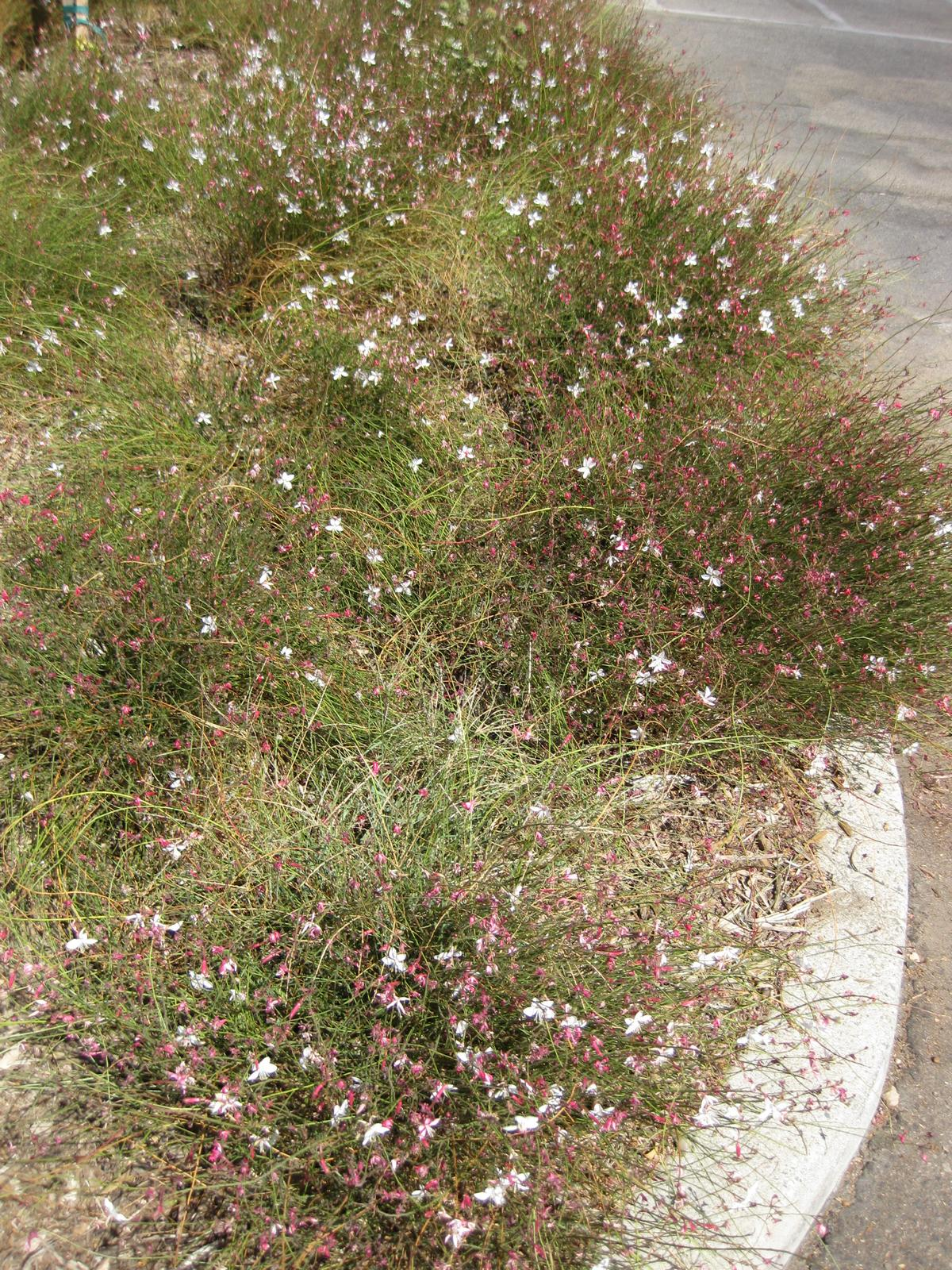
Touffes de gaura à Los Angeles en mars.
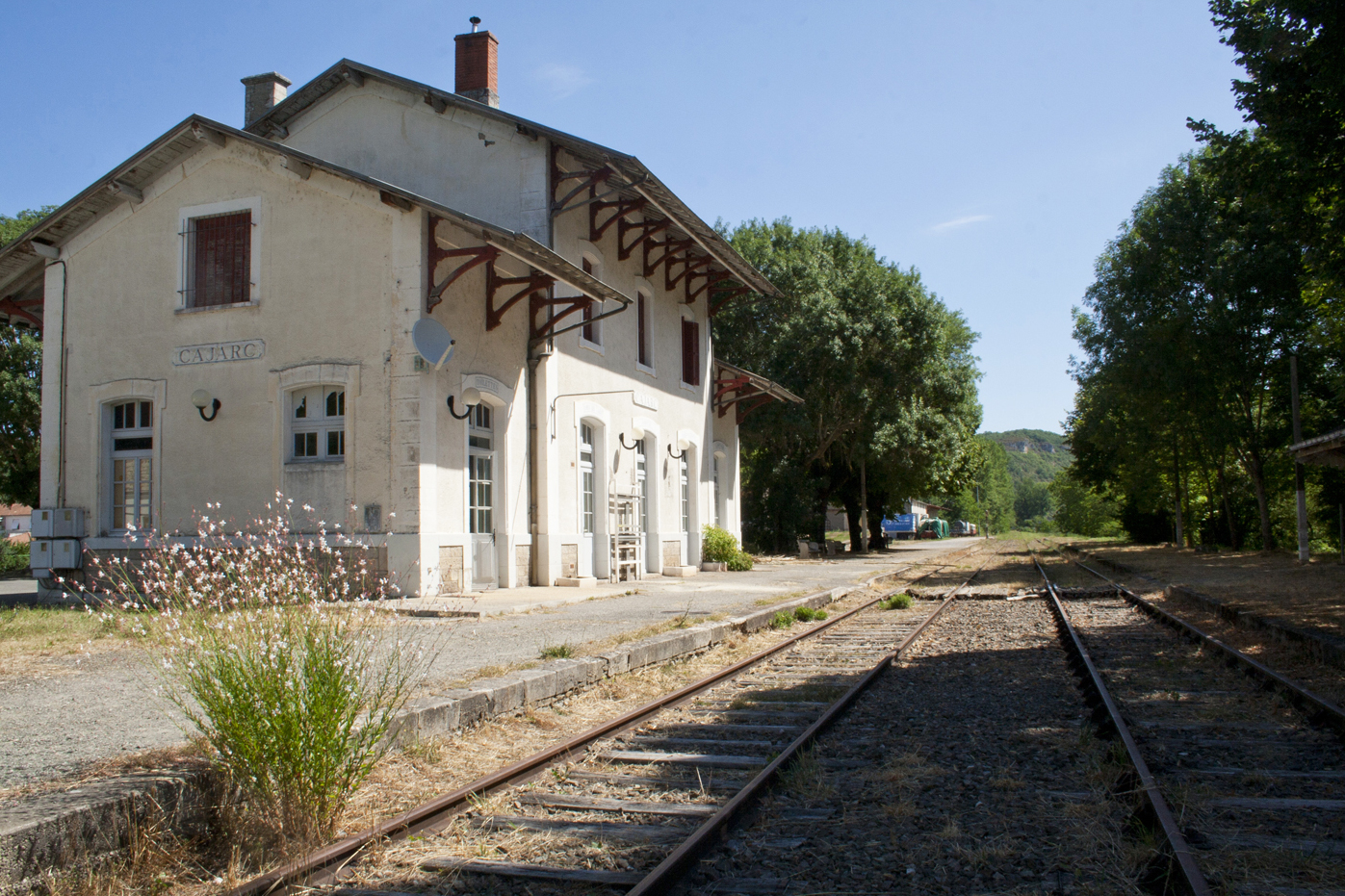
Une gaura échappée dans la gare de Cajac dans le Lot.
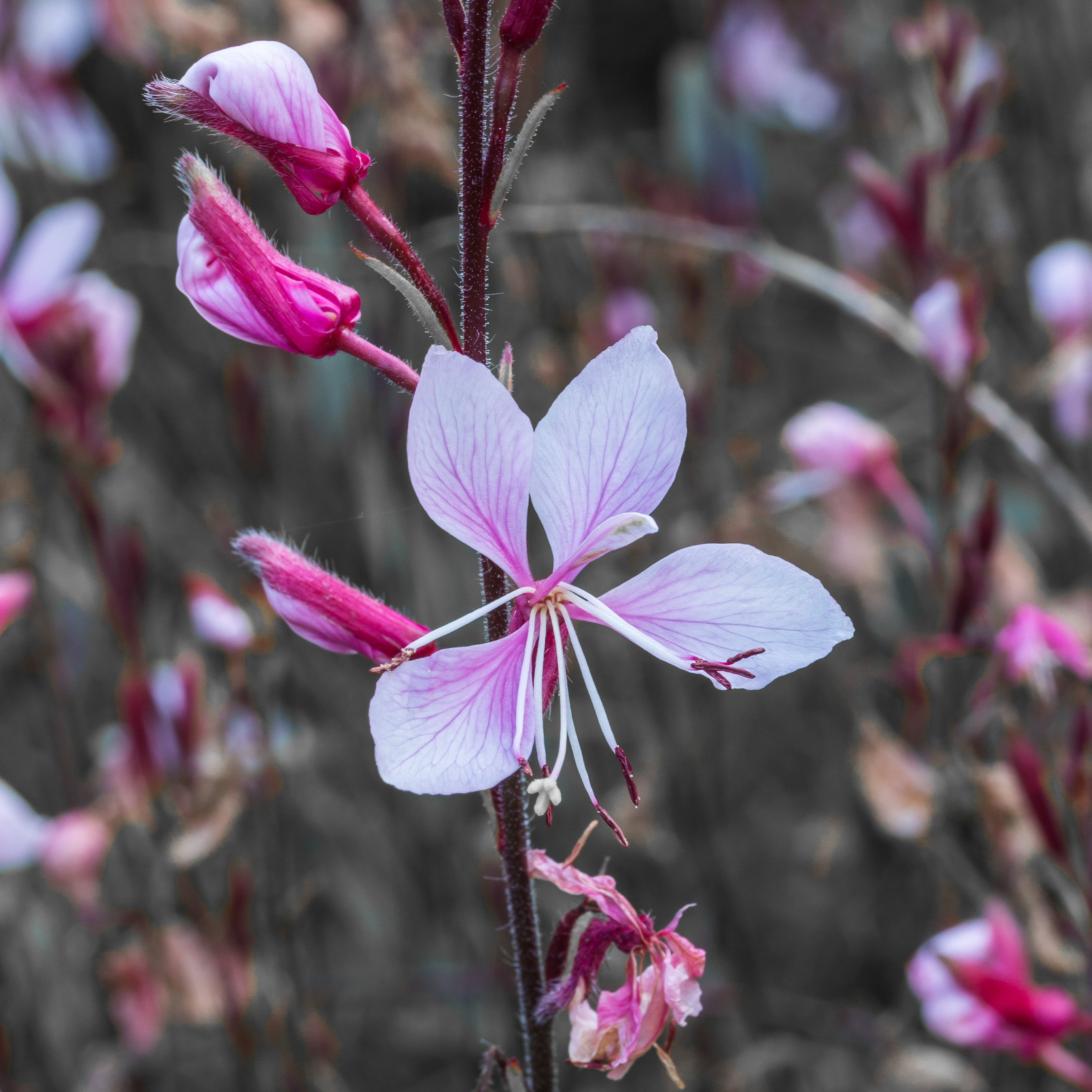
Fleur d'oenothera lindheimeri aux Pays-Bas.

## Synonymes
Selon POWO, Oenothera lindheimeri possède 2 synonymes :
- Gaura lindheimeri Engelm. & A.Gray
- Gaura filiformis var. munzii Cory

## Distribution et habitat
Selon POWO, l’espèce est originaire des prairies et pinèdes chaudes du Texas et de Louisiane.
Elle a été introduite et s’est naturalisée en Alabama, Provinces du Cap, Corse, Grande-Bretagne, Grèce, Italie, Provinces du Nord, Portugal, Espagne. Flora Gallica la signale dans le Sud-Ouest, le Midi, en Corse et probablement ailleurs. 

## Culture

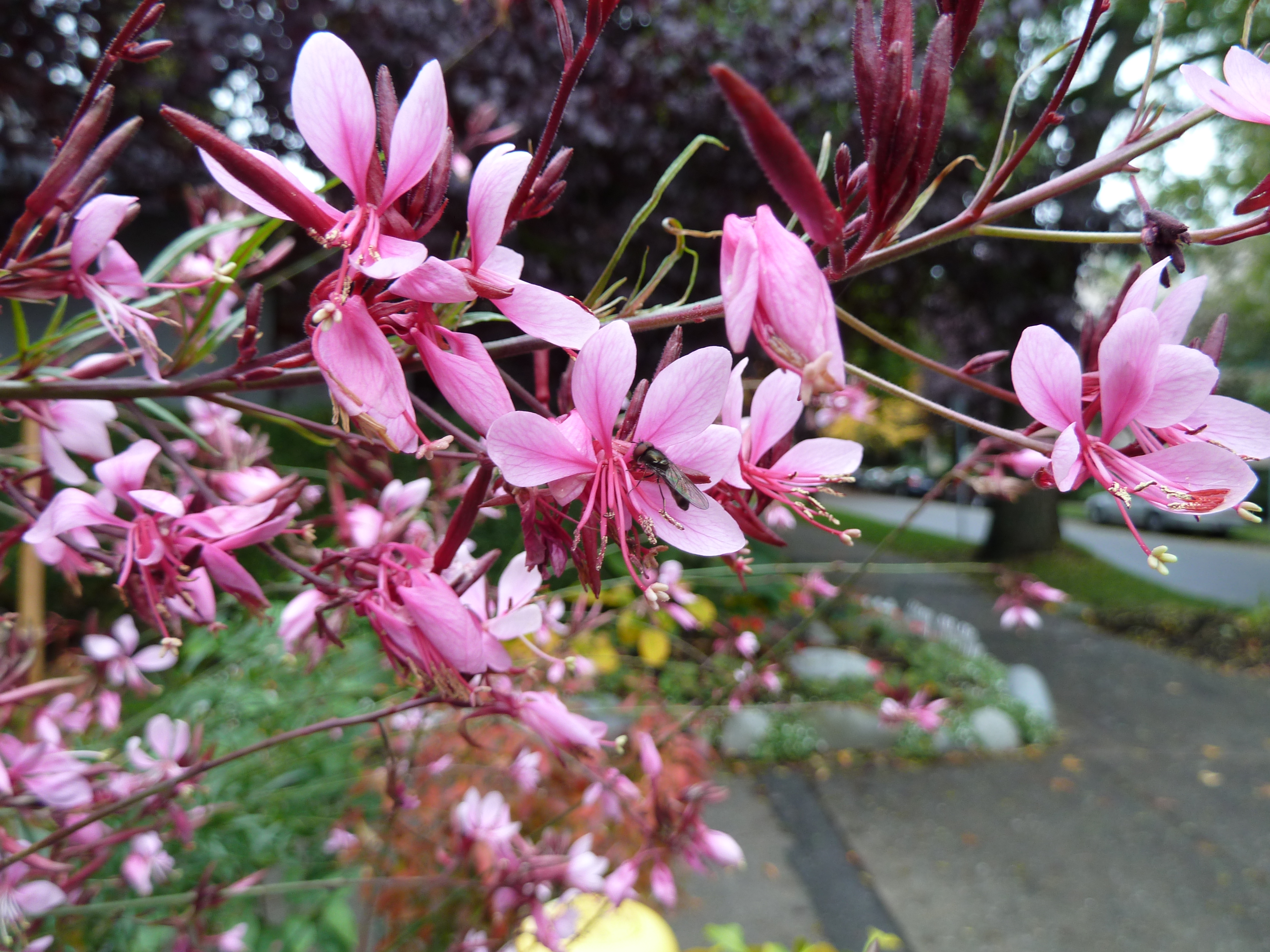
Oenothera lindheimeri 'Siskiyou Pink'.

Oenothera lindheimeri est utilisée comme plante ornementale dans les parterres de jardin ou les pots pour sa couleur. Certains cultivar sont très résistants à la chaleur, à la sécheresse, et supportent des températures négatives de −18 °C[réf. souhaitée]. En France, leur floraison est abondante de mai aux premières gelées[réf. souhaitée]. Elle pousse mieux en plein soleil et peut survivre à de longues périodes de sécheresse. Réputée pour son abondante floraison, elle fleurit sans interruption du mois de mai aux gelées.  
Plusieurs cultivars ont été sélectionnés pour la couleur des fleurs, allant du blanc presque pur avec 'Whirling Butterflies' au rose plus foncé chez 'Cherry Brandy' et 'Siskiyou Pink'. Dans certains cultivars, les pétales sont blancs à l'aube puis virent au rose avant de tomber au crépuscule.
Dans les climats plus froids, un lourd paillis d'hiver est nécessaire. Il existe maintenant des variétés cultivées, comme 'Summer Breeze', très rustiques (jusqu’à −18 °C).
Cette plante a gagné le prix du Mérite du jardin de la Royal Horticultural Society.